# سرية عبد الله بن رواحة
سرية عبد الله بن رواحة أحد سرايا الرسول ، أرسل فيها الصحابي عبد الله بن رواحة إلى أسير ، وأسير بضم الهمزة وفتح السين وهو أسير بن رزام اليهودي بخيبر.

## أحداث السرية
لما قتل أبا رافع بن سلام بن أبي الحقيق عظيم يهود في خيبر ، أمروا عليهم أسير بن رزام ، ولما أمروه عليهم قال لهم إني صانع بمحمد ما لم يصنعه أصحابي ، فقالوا له وما عسيت أن تصنع ، قال أسير في غطفان فأجمعهم لحربه ، قالوا نعم ما رأيت ، وكان ذلك قبل فتح خيبر ، فسار في غطفان وغيرهم يجمعهم لحرب الرسول ، فبلغ ذلك الرسول ، فوجه إليه عبد الله بن رواحة في ثلاثة نفر سرا يسأل عن خبر أسير وغرته ، فأخبر بذلك ، فقدم على الرسول فأخبره ، فندب الرسول الناس لذلك ، فانتدب له ثلاثون رجلا وأمر عليهم عبد الله بن رواحة وقيل عبد الله بن عتيك ، فقدموا على أسير فقالوا نحن آمنون حتى نعرض عليك ما جئنا له ، قال نعم ولي منكم مثل ذلك ، فقالوا نعم ، فقلنا إن رسول الله بعثنا إليك لتخرج إليه فيستعملك على خيبر ويحسن إليك ، فطمع في ذلك ، واستشار اليهود في ذلك فأشاروا عليه بعدم الخروج وقالوا ما كان محمد ليستعمل رجلا من بنو إسرائيل ، قال بلى قد مل الحرب .
فخرج وخرج معه ثلاثون رجلا من اليهود مع كل رجل منهم رديف من المسلمين ، قال عبد الله بن أنيس كنت رديفا لأسير ، فكأن أسيرا ندم على خروجه معنا ، فأهوى بيده إلى سيفي ، ففطنت له ، وقلت أغدر عدو الله أغدر عدو الله أغدر عدو الله ثلاثا ، فضربته بالسيف فأطحت عامة فخذه فسقط ، وكان بيده مخدش من شوحط فضربني به على رأسي فشجني مأمومة ، وملنا على أصحابه فقتلناهم إلا رجلا واحدا أعجزنا جريا ، ثم أقبلنا على رسول الله فحدثناه الحديث، فقال «قد نجاكم الله من القوم الظالمين وبصق في شجتي فلم تقح عليّ ولم تؤذني» 